# Trần Duy Hưng
Trần Duy Hưng (16 tháng 1 năm 1912 – 2 tháng 10 năm 1988) là một bác sĩ, Thị trưởng Hà Nội (1945–1946), Chủ tịch Ủy ban Hành chính đầu tiên của Hà Nội (1954–1977), Thứ trưởng Bộ Nội vụ, Thứ trưởng Bộ Y tế Chính phủ Việt Nam Dân chủ Cộng hòa.

## Thời kì đầu
Ông sinh ngày 16 tháng 1 năm 1912 tại thôn Hòe Thị, xã Xuân Phương, huyện Từ Liêm (nay là phố Hòe Thị, phường Xuân Phương), thành phố Hà Nội. Ông học ngành y cùng với các ông Tôn Thất Tùng, Đặng Văn Ngữ, Nguyễn Hữu Thuyết, Huỳnh Kham, Nhữ Thế Bảo, Ngô Trâm, Lê Đức Mạnh.
Ông tích cực tham gia các phong trào xã hội và có uy tín trong giới thanh niên, nhân sĩ, trí thức thời đó. Ông là lãnh tụ của phong trào Hướng đạo sinh Bắc Kỳ dưới sự dẫn dắt của huynh trưởng Hoàng Đạo Thúy và đội viên có nhiều kinh nghiệm Vũ Thành Đô. Trong cuộc đời hoạt động của mình, với cây đàn violon, ông cùng các đồng chí của mình thường về chợ Canh (nay là chợ Hòe Thị) đàn hát các bài ca cách mạng và diễn thuyết.
Ông cũng tham gia phong trào chấn hưng Phật giáo và cứu tế từ những năm 1930. Năm 1934, Hội Phật giáo Bắc Kỳ được thành lập, ngoài các tu sĩ xuất gia còn có giới nhân sĩ trí thức như Trần Văn Lai, Nghiêm Xuân Yêm, Dương Đức Hiền, Đỗ Đức Dục…
Năm 1937, lụt tràn hai tỉnh Bắc Ninh, Bắc Giang. Cùng với Hội Tế sinh do cư sĩ Thiều Chửu và cụ cả Mọc (chị cụ Hoàng Đạo Thuý) thành lập, các ông Hoàng Đạo Thúy, Trần Duy Hưng hàng ngày đem thuốc, tiền, quần áo đi tới từng nhà nạn nhân giúp cho đến khi họ sống được. Đợt cứu tế kéo dài ba tháng liên tục cho đến lúc lúa chín.
Ông cũng là một thành viên của nhóm Thanh Nghị. Vào tháng 5 năm 1945, Ông và các thành viên của nhóm Thanh nghị thành lập Hội Tân Việt Nam với tôn chỉ ủng hộ công cuộc độc lập của nước nhà. Hội được phép thành lập theo đạo dụ (số 67) ngày 16 tháng 5 năm 1945 của Bảo Đại. Hội Tân Việt Nam thu hút được khá nhiều trí thức có tên tuổi đương thời và dùng tờ báo Thanh Nghị để cổ động ảnh hưởng trong giới trí thức, thanh niên, học sinh. 
Sau khi Nhật đảo chính Pháp, chính quyền Bảo Đại đã mời ông ra làm Bộ trưởng Bộ Thanh niên Quốc gia Việt Nam nhưng ông đã quyết định xin rút lui. Ngày 15 tháng 6 (tại Sắc số 65), Bảo Đại thành lập Hội đồng Thanh niên với Hoàng Đạo Thúy chủ tịch; hai phó chủ tịch là Trần Duy Hưng và Tạ Quang Bửu; các thành viên có Nguyễn Xiển, Vũ Văn Cẩn, Ngụy Như Kon Tum và nhiều trí thức tiêu biểu khác. Tới ngày 22 tháng 7, Hội Tân Việt Nam tuyên bố tự giải tán.

## Người Thị trưởng đầu tiên
Sau khi Cách mạng tháng Tám thành công, Chủ tịch Hồ Chí Minh đã mời bác sĩ Trần Duy Hưng ra làm Thị trưởng Hà Nội, người thị trưởng đầu tiên dưới chính thể Việt Nam Dân chủ Cộng hòa. Ông đã viết đơn đồng ý vì theo ông: "Chủ tịch Hồ Chí Minh thật vĩ đại! Tôi xem Người giống như một tấm gương toàn những cái hay, cái đẹp để tôi học theo."
Từ tháng 8 năm 1945, ông là Chủ tịch Ủy ban Hành chính Hà Nội. Trên cương vị Chủ tịch Ủy ban Hành chính Hà Nội (1945–1946) ông đã tập hợp được đông đảo quần chúng đứng dưới ngọn cờ của chính quyền mới. Bên cạnh đó Ông cũng giúp liên danh của Chính phủ giành được 6 ghế trong Quốc hội khóa I trong một cuộc bầu cử có hơn 180 ứng viên của các tổ chức khác. Ông là người tích cực đi đầu trong cuộc chiến cứu đói và chống giặc dốt thời đó.

## Các công tác khác
Ông còn tham gia công tác Đại biểu Quốc hội Việt Nam khóa I đến khóa VIII, Ủy viên Ủy ban Y tế và xã hội của Quốc hội.
Sau khi Pháp đánh chiếm Hà Nội, ông đi theo Chính phủ Việt Nam Dân chủ Cộng hòa lên Chiến khu Việt Bắc và giữ các chức vụ Thứ trưởng Bộ Nội vụ (tháng 4 năm 1947 – 1954), Thứ trưởng Bộ Y tế (tháng 6 năm 1954).
Trong thời gian ở ATK, nhất là thời gian đầu kháng chiến chống Pháp, ngoài công tác ở Bộ Nội vụ, Ông là người được đích thân Nguyễn Lương Bằng giao nhiệm vụ chăm sóc sức khỏe cho Hồ Chủ tịch. Ông Bằng đã từng nói với Bác sĩ Hưng năm 1947: "Lúc này, Đảng, Nhà nước giao toàn quyền chăm sóc sức khỏe của Bác cho anh."

## Vị Chủ tịch Hà Nội lâu nhất

Tiếp quản Hà Nội năm 1954

Sau ngày 10 tháng 10 năm 1954, ông trở về Hà Nội để đảm nhiệm chức vụ Chủ tịch thành phố và được tín nhiệm giữ cương vị này cho đến tháng 6 năm 1977. Tuy nhiên, suốt nhiệm kỳ Chủ tịch, ông lại không được bầu vào ban thường vụ của Thành phố, do đó quyền hành của ông chủ yếu nằm ở mặt thi hành quyết định.
Ông là người đi đầu trong mọi phong trào, đã dẫn dắt thành phố đạt năng suất lúa cao nhất miền Bắc. Mọi hoạt động công thương nghiệp, chăn nuôi và ngay cả rau xanh luôn đi đầu cả nước. Hà Nội cũng là nơi đầu tiên có mô hình nhà lắp ghép rồi từ đó nhân ra các tỉnh.
Ông cũng là người tận dụng triệt để hàng ngũ trí thức tư sản như Nghiêm Tử Trình, Trịnh Văn Bô trong công cuộc phát triển thành phố. Ông cũng là người dám đột phá với những chủ trương không dễ dàng vào thời đó như. Vào thập niên 1960, Trần Duy Hưng chủ trương bán nhà phân phối cho cán bộ để thành phố vừa có tiền mà cán bộ có nhà của mình để tự họ sửa chữa cho to đẹp hơn. Khi hàng hóa khan hiếm trong chiến tranh chống Mỹ, ông đã để cho tư nhân sản xuất thủ công một số mặt hàng thiết yếu trở lại.
Ông còn là người thị trưởng với tầm nhìn của tương lai. Suốt trong thời gian ông làm chủ tịch, quy hoạch xây dựng tổng thể thành phố luôn được tôn trọng. Ông ôm ấp ý tưởng biến sông Hồng trở thành một thực thể của Hà Nội.
Trần Duy Hưng là một người sống giản dị, liêm khiết, luôn luôn tận tụy với dân. Ông luôn có mặt động viên kịp thời người dân, đưa những người bị thương đi cấp cứu tại các bệnh viện trên địa bàn Hà Nội thời đó. Trần Duy Hưng còn là người cùng dân xây lại các ngôi nhà bị bom tàn phá trên chính những khu phố bị bom B52 của Mỹ tàn phá như Khâm Thiên, An Dương, Bạch Mai ngay cả trong 12 ngày đêm của trận Điện Biên Phủ trên không lịch sử tháng 12 năm 1972.
Đại tướng Võ Nguyên Giáp đã nhận xét về ông: "Một con người của nhân dân Việt Nam, vì nhân dân Việt Nam; là một trí thức để lại tấm gương sáng cho các thế hệ trí thức cả hôm nay và mai sau học tập, noi theo".
Ông mất ngày 02 tháng 10 năm 1988 tại Hà Nội, thọ 76 tuổi và an táng tại Nghĩa trang Mai Dịch.

## Phong tặng
Bác sĩ Trần Duy Hưng đã được trao tặng Huân chương Độc lập hạng Nhất năm 1985, truy tặng Huân chương Hồ Chí Minh vào 3 tháng 2 năm 2005.

## Vinh danh
Năm 1999, UBND thành phố Hà Nội quyết định lấy tên của ông được đặt cho một đường phố mới của ở phía Tây thành Hà Nội thuộc quận Cầu Giấy (trước là đường Ngô Gia Tự). Đường Trần Duy Hưng nối từ ngã tư đường Nguyễn Chí Thanh - Đường Láng đến ngã tư đường Phạm Hùng - Khuất Duy Tiến.